# Mychajło Bałaban
Mychajło Serhijowycz Bałaban, ukr. Михайло Сергійович Балабан (ur. 19 września 1990 w Charkowie, Ukraińska SRR) – ukraiński hokeista, reprezentant Ukrainy.

## Kariera
- Drużba-78 Charków (wychowanek, 2004-)
- Sokił Kijów / Sokił Kijów 2 (2008-2010)
- Buran Woroneż (2010-2012)
- Donbas Donieck 2 (2012-2013)
- Bierkut Karaganda (2013)
- Sokił Kijów (2013-2014)

Uczestniczył w turniejach mistrzostw świata juniorów do lat 18 w 2005, 2007, 2008 oraz mistrzostw świata juniorów do lat 20 w 2008, 2009, 2010. W seniorskiej kadrze kraju uczestniczył w turnieju mistrzostw świata 2012 (Dywizja IA, nie wystąpił w meczu).

## Sukcesy
Klubowe
- Złoty medal mistrzostw Ukrainy: 2010 z Sokiłem Kijów, 2013 z Donbasem Donieck 2
- Srebrny medal RHL: 2012 z Buranem Woroneż
- Brązowy medal mistrzostw Ukrainy: 2014 z Sokiłem Kijów

Indywidualne
- Mistrzostwa Świata Juniorów w Hokeju na Lodzie 2009/I Dywizja#Grupa B:
  - Najlepszy zawodnik reprezentacji na turnieju[1]
- Mistrzostwa Świata Juniorów w Hokeju na Lodzie 2010/I Dywizja#Grupa A:
  - Najlepszy zawodnik reprezentacji na turnieju[2]
- Mistrzostwa Ukrainy w hokeju na lodzie (2013/2014):
  - Najlepszy bramkarz sezonu[3]